# Charles Liché
Pour les articles homonymes, voir Lichtenstein.
Charles Liché (né Charles Lichtenstein à Metzervisse, en Moselle le 8 juin 1920 et mort à Paris, dans le 7e arrondissement le 23 juillet 2001) est un survivant français de la Shoah, rabbin des Déportés de France à partir de 1995. Il reçoit le titre de rabbin à titre honorifique, car il n'a suivi ni formation rabbinique ni années d'études en yechiva.

## Biographie
Charles Lichtenstein, de son vrai nom, est né le 8 juin 1920. Il est le fils de Jules Lichtenstein et de Fanny Hanau. Jules Lichtenstein est né le 28 août 1888 ou en 1884 à Gelina, en Pologne, et Fanny Hanau est née le mai 1891 à Freisdorf (actuellement Freistroff) en Moselle. Elle est la fille de Samùel Gabriel Hanau et de Clémentine Hanau.
Jules Lichtenstein est le hazzan de Morhange en Moselle de 1936 à 1940,.
Dans les années 1930, le jeune Charles Lichtenstein est hazzan à Boulay-Moselle.

### Seconde Guerre mondiale et déportation
Jules Lichtenstein est expulsé de Morhange en 1940, après être forcé d'assister à la démolition de sa synagogue. Il quitte Morhange pour Neuilly-sur-Seine, où il officie comme Hazzan de 1940 à 1942.
Arrêté en juin 1942, Jules Lichtenstein est déporté avec son épouse et son fils à Auschwitz, à la suite d'une dénonciation. Les parents et le fils sont déportés par le Convoi no 35, en date du 21 septembre 1942, de Pithiviers vers Auschwitz. Leur dernière adresse est au 47, rue des Mathurins dans le 9e arrondissement de Paris.
Jules Lichtenstein est maltraité par les Allemands,lorsqu'il célèbre l'office de Kol Nidre dans le wagon qui le déporte en gare de Pithiviers.

### Après la Guerre
Charles Lichtenstein parvient à survivre à Auschwitz.
Il est le hazzan de la synagogue Chasseloup-Laubat puis de la synagogue de la rue des Tournelles[Quand ?].
Il est cofondateur de la synagogue de la place des Vosges, qui porte son nom[Quand ?].
Charles Liché meurt  dans Paris, dans le 7e arrondissement le 23 juillet 2001.
Son épouse, Odette Liché, meurt en octobre 2009.

## Honneurs
- Commandeur de la Légion d'honneur, 30 mars 1997[12].